# Nhạc house
Nhạc house là một thể loại nhạc dance điện tử được đặc trưng bởi nhịp four on the floor và tempo từ 120 tới 130 nhịp một phút. Thể loại nhạc này được sáng tạo bởi các DJ và nhà sản xuất âm nhạc xuất thân từ các nhóm văn hóa hộp đêm underground tại Chicago thập niên 1980. Các DJ này bắt đầu biến đổi các bản nhạc dance disco, với nhịp có phần máy móc hơn và các đoạn bassline thì trầm hơn.
Các DJ và nhà sản xuất đi đầu trong phong trào này chủ yếu tới từ Chicago và New York, ví dụ như Frankie Knuckles, Larry Levan, Ron Hardy, Jesse Saunders, Chip E., Steve "Silk" Hurley, Farley "Jackmaster" Funk, Mr. Fingers, Marshall Jefferson, Phuture. Nhạc house bắt nguồn từ các cộng đồng người LGBT Mỹ gốc Phi, nhưng kể từ đó đã trở thành nhạc đại chúng.  Từ chỗ chỉ quanh quẩn tại các club và kênh phát thanh địa phương tại Chicago, house mở rộng tầm ảnh hưởng tới Luân Đôn và các thành phố khác ở Mỹ như New York và Detroit, và trên toàn thế giới. Nhạc house có các tiểu thể loại như acid house, deep house, hip house, ghetto house, progressive house, future house, tropical house, tech house, electro house, piano house...
Nhạc house có một tầm ảnh hưởng lớn đối với nhạc pop nói chung và nhạc dance nói riêng. House không chỉ được đón nhận bởi các nghệ sĩ pop lớn như Janet Jackson, Madonna hay Kylie Minogue, mà còn tự mình tạo ra các bản hit của riêng mình như "French Kiss" của Lil Louis (1989), "Show Me Love" của Robin S. (1992), hay "Push the Feeling On" của Nightcrawlers (1992). Nhiều producer nhạc house thường xuyên thực hiện các bản remix cho các nghệ sĩ pop. Ngày nay, nhạc house hết sức phổ biến trên các đài phát thanh và trong các hộp đêm, tuy vẫn giữ chỗ đứng vững chắc trong giới underground khắp thế giới.